# Croton teucridium
Croton teucridium är en törelväxtart som beskrevs av Henri Ernest Baillon. Croton teucridium ingår i släktet Croton och familjen törelväxter. Inga underarter finns listade i Catalogue of Life.